# Kati Venäläinen
Kati Susanna Venäläinen z d. Sundqvist (ur. 15 lutego 1975 w Noormarkku) – fińska biegaczka narciarska, srebrna medalistka mistrzostw świata.

## Kariera
Po raz pierwszy na arenie międzynarodowej pojawiła się w 1995 roku, podczas mistrzostw świata juniorów w Gällivare. Zdobyła tam brązowy medal w sztafecie, była siódma w biegu na 5 km techniką klasyczną, a w biegu na 15 km stylem dowolnym zajęła 24. miejsce.
Jej olimpijskim debiutem były igrzyska w Nagano w 1998 roku, gdzie zajęła 41. miejsce w biegu na 15 km techniką klasyczną. Cztery lata później, podczas igrzysk olimpijskich w Salt Lake City osiągnęła swój najlepszy indywidualny wynik zajmując 16. miejsce w biegu łączonym na 10 km. Startowała także na igrzyskach olimpijskich w Turynie w 2006 roku. W swoim najlepszym starcie indywidualnym, w sprincie techniką dowolną zajęła 29. miejsce. Ponadto wraz z koleżankami z reprezentacji zajęła 7. miejsce w sztafecie, podobnie jak to miało miejsce w Salt Lake City.
W 1997 roku wystartowała na mistrzostwach świata w Trondheim zajmując 35. miejsce w biegu na 15 km stylem dowolnym. Dwa lata później, podczas mistrzostw świata w Ramsau także plasowała się w okolicach trzydziestego miejsca. Swój największy sukces w karierze osiągnęła na mistrzostwach świata w Lahti w 2001 roku, gdzie wywalczyła srebrny medal w sprincie techniką dowolną, ulegając jedynie swej rodaczce Pirjo Manninen. Mistrzostwa świata w Val di Fiemme w 2003 roku były ostatnimi w jej karierze. W sprincie techniką dowolną była piętnasta, a w biegu łączonym na 10 km zajęła 27. miejsce.
Najlepsze wyniki w Pucharze Świata osiągnęła w sezonie 2000/2001, kiedy to zajęła 20. miejsce w klasyfikacji generalnej.

## Osiągnięcia

### Igrzyska olimpijskie
| Miejsce | Dzień     | Rok  | Miejscowość    | Konkurencja             | Czas biegu | Strata  | Zwyciężczyni        |
| ------- | --------- | ---- | -------------- | ----------------------- | ---------- | ------- | ------------------- |
| 41.     | 8 lutego  | 1998 | Nagano         | 15 km stylem klasycznym | 46:55,4    | +5:17,7 | Olga Daniłowa       |
| 28.     | 12 lutego | 2002 | Salt Lake City | 10 km stylem klasycznym | 28:05,6    | +2:18,4 | Bente Skari         |
| 16.     | 15 lutego | 2002 | Salt Lake City | 10 km łączony           | 25:09,9    | +1:00,2 | Beckie Scott        |
| 18.     | 19 lutego | 2002 | Salt Lake City | Sprint stylem dowolnym  | 3:10,6     | -       | Julija Czepałowa    |
| 7.      | 21 lutego | 2002 | Salt Lake City | Sztafeta 4 × 5 km       | 49:30,6    | +1:14,9 | Niemcy              |
| 43.     | 16 lutego | 2006 | Turyn          | 10 km stylem klasycznym | 27:51,4    | +3:13,5 | Kristina Šmigun     |
| 7.      | 18 lutego | 2006 | Turyn          | Sztafeta 4 × 5 km       | 54:47,7    | +1:08,1 | Rosja               |
| 29.     | 22 lutego | 2006 | Turyn          | Sprint stylem dowolnym  | 2:12,3     | -       | Chandra Crawford    |
| DNF     | 24 lutego | 2006 | Turyn          | 30 km stylem dowolnym   | 1:22:25,4  | -       | Kateřina Neumannová |

### Mistrzostwa świata
| Miejsce | Dzień     | Rok  | Miejscowość   | Konkurencja             | Czas biegu | Strata  | Zwyciężczyni      |
| ------- | --------- | ---- | ------------- | ----------------------- | ---------- | ------- | ----------------- |
| 35.     | 21 lutego | 1997 | Trondheim     | 15 km stylem dowolnym   | 36:28,2    | +3:44,4 | Jelena Välbe      |
| 32.     | 19 lutego | 1999 | Ramsau        | 15 km stylem dowolnym   | 38:49,0    | +4:44,7 | Stefania Belmondo |
| 30.     | 27 lutego | 1999 | Ramsau        | 30 km stylem klasycznym | 1:29:19,9  | +9:20,1 | Łarisa Łazutina   |
| 32.     | 15 lutego | 2001 | Lahti         | 15 km stylem klasycznym | 43:54,8    | +4:39,8 | Bente Skari       |
| 2.      | 21 lutego | 2001 | Lahti         | Sprint stylem dowolnym  | 3:41,5     | +1,6    | Pirjo Manninen    |
| 27.     | 22 lutego | 2003 | Val di Fiemme | 10 km łączony           | 26:38,4    | +1:00,2 | Kristina Šmigun   |
| 15.     | 26 lutego | 2003 | Val di Fiemme | Sprint stylem dowolnym  | 3:28,8     | -       | Marit Bjørgen     |

### Mistrzostwa świata juniorów
| Miejsce | Dzień   | Rok  | Miejscowość | Konkurencja            | Czas biegu | Strata  | Zwyciężczyni      |
| ------- | ------- | ---- | ----------- | ---------------------- | ---------- | ------- | ----------------- |
| 7.      | 1 marca | 1995 | Gällivare   | 5 km stylem klasycznym | 15:46,8    | +34,5   | Natalja Masałkina |
| 3.      | 3 marca | 1995 | Gällivare   | Sztafeta 4 × 5 km      | 1:01:31,0  | +2:05,0 | Rosja             |
| 24.     | 5 marca | 1995 | Gällivare   | 15 km stylem dowolnym  | 43:16,9    | +4:12,2 | Julija Czepałowa  |

### Puchar Świata

#### Miejsca w klasyfikacji generalnej
- sezon 1995/1996: 64.
- sezon 1996/1997: 39.
- sezon 1997/1998: 51.
- sezon 1998/1999: 47.
- sezon 1999/2000: 24.
- sezon 2000/2001: 20.
- sezon 2001/2002: 26.
- sezon 2002/2003: 31.
- sezon 2003/2004: 45.
- sezon 2004/2005: 43.
- sezon 2005/2006: 40.
- sezon 2006/2007: 75.

#### Miejsca na podium
| Nr | Dzień     | Rok  | Miejscowość | Konkurencja              | Czas biegu | Strata | Miejsce | Zwyciężczyni |
| -- | --------- | ---- | ----------- | ------------------------ | ---------- | ------ | ------- | ------------ |
| 1. | 28 lutego | 2000 | Sztokholm   | Sprint stylem klasycznym | -          | -      | 3       | Bente Skari  |